# Clusia intermedialis
Clusia intermedialis är en tvåvingeart som beskrevs av Boris Mamaev 1974. Clusia intermedialis ingår i släktet Clusia och familjen träflugor. Inga underarter finns listade i Catalogue of Life.